# Stanley Cup playoff 1985
I playoff della Stanley Cup 1985 del campionato NHL 1984-1985 hanno avuto inizio il 10 aprile 1985. Le sedici squadre qualificate per i playoff, otto da ciascuna Conference, hanno giocato una serie di partite al meglio delle cinque per i quarti di finale, seguiti da turni al meglio delle sette per le finali di Division e di Conference. I vincitori delle due Conference hanno disputato una serie di partite al meglio di sette per la conquista della Stanley Cup.
Nel corso dei playoff del 1985 furono stabiliti diversi primati personali: l'attaccante degli Edmonton Oilers Wayne Gretzky stabilì i record di assist e punti ottenuti nell'arco dei playoff, rispettivamente 30 e 47, mentre il suo compagno di squadra Jari Kurri uguagliò il primato di Reggie Leach con 19 reti messe a segno. In difesa invece Paul Coffey con 12 reti e 25 assist superò i record detenuti fino al allora da Bobby Orr e Denis Potvin. La vittoria dei Philadelphia Flyers sui New York Islanders impedì alla franchigia newyorkese di prendere parte alla quinta finale di Stanley Cup consecutiva.

## Squadre partecipanti

### Prince of Wales Conference

#### Adams Division
1. Montreal Canadiens - vincitori della Adams Division, 94 punti
2. Quebec Nordiques - 91 punti
3. Buffalo Sabres - 90 punti
4. Boston Bruins - 82 punti

#### Patrick Division
1. Philadelphia Flyers - vincitori della Patrick Division, della stagione regolare nella Prince of Wales Conference  e del Presidents' Trophy, 113 punti
2. Washington Capitals - 101 punti
3. New York Islanders - 86 punti
4. New York Rangers - 62 punti

### Clarence S. Campbell Conference

#### Norris Division
1. St. Louis Blues - vincitori della Norris Division, 86 punti
2. Chicago Blackhawks - 83 punti
3. Detroit Red Wings - 66 punti
4. Minnesota North Stars - 62 punti

#### Smythe Division
1. Edmonton Oilers - vincitori della Smythe Division e della stagione regolare nella Clarence S. Campbell Conference, 109 punti
2. Winnipeg Jets - 96 punti
3. Calgary Flames - 94 punti
4. Los Angeles Kings - 82 punti

### Tabellone
Nel primo turno la squadra con il ranking più alto di ciascuna Division si sfida con quella dal posizionamento più basso seguendo lo schema 1-4 e 2-3, usufruendo anche del vantaggio del fattore campo. Il secondo turno determina la vincente divisionale, mentre il terzo vede affrontarsi le squadre vincenti delle Division della stessa Conference per accedere alla finale di Stanley Cup. Il fattore campo osservato nelle finali di conference e in finale di Stanley Cup fu determinato dai punti ottenuti in stagione regolare. Nel primo turno, al meglio delle cinque gare, si seguì il formato 2-2-1. Nelle altre serie, al meglio delle sette sfide, si seguì il formato 2-2-1-1-1: la squadra migliore in stagione regolare avrebbe disputato in casa Gara-1 e 2, (se necessario anche Gara-5 e 7), mentre quella posizionata peggio avrebbe giocato nel proprio palazzetto Gara-3 e 4 (se necessario anche Gara-6).
|  | Semifinali Division | Semifinali Division   | Semifinali Division |                     |    | Finali Division       | Finali Division | Finali Division |  |  | Finali Conference | Finali Conference | Finali Conference |  |  | Finale Stanley Cup | Finale Stanley Cup | Finale Stanley Cup |  |
|  |                     |                       |                     |                     |    |                       |                 |                 |  |  |                   |                   |                   |  |  |                    |                    |                    |  |
|  | A1                  | Montreal Canadiens    | 3                   |                     |    |                       |                 |                 |  |  |                   |                   |                   |  |  |                    |                    |                    |  |
|  | A1                  | Montreal Canadiens    | 3                   |                     |    |                       |                 |                 |  |  |                   |                   |                   |  |  |                    |                    |                    |  |
|  | A4                  | Boston Bruins         | 2                   |                     |    |                       |                 |                 |  |  |                   |                   |                   |  |  |                    |                    |                    |  |
|  | A4                  | Boston Bruins         | 2                   |                     | A1 | Montreal Canadiens    | 3               |                 |  |  |                   |                   |                   |  |  |                    |                    |                    |  |
|  |                     |                       |                     |                     | A1 | Montreal Canadiens    | 3               |                 |  |  |                   |                   |                   |  |  |                    |                    |                    |  |
|  |                     |                       | A2                  | Quebec Nordiques    | 4  |                       |                 |                 |  |  |                   |                   |                   |  |  |                    |                    |                    |  |
|  | A2                  | Quebec Nordiques      | A2                  | Quebec Nordiques    | 4  | 3                     |                 |                 |  |  |                   |                   |                   |  |  |                    |                    |                    |  |
|  | A2                  | Quebec Nordiques      |                     |                     |    |                       |                 |                 |  |  |                   |                   |                   |  |  |                    |                    |                    |  |
|  | A3                  | Buffalo Sabres        | 2                   |                     |    |                       |                 |                 |  |  |                   |                   |                   |  |  |                    |                    |                    |  |
|  | A3                  | Buffalo Sabres        | 2                   |                     | A2 | Quebec Nordiques      | 2               |                 |  |  |                   |                   |                   |  |  |                    |                    |                    |  |
|  |                     |                       |                     |                     |    |                       |                 |                 |  |  |                   |                   |                   |  |  |                    |                    |                    |  |
|  |                     |                       | P1                  | Philadelphia Flyers | 4  |                       |                 |                 |  |  |                   |                   |                   |  |  |                    |                    |                    |  |
|  | P1                  | Philadelphia Flyers   | P1                  | Philadelphia Flyers | 4  | 3                     |                 |                 |  |  |                   |                   |                   |  |  |                    |                    |                    |  |
|  | P1                  | Philadelphia Flyers   |                     |                     |    |                       |                 |                 |  |  |                   |                   |                   |  |  |                    |                    |                    |  |
|  | P4                  | New York Rangers      | 0                   |                     |    |                       |                 |                 |  |  |                   |                   |                   |  |  |                    |                    |                    |  |
|  | P4                  | New York Rangers      | 0                   |                     | P1 | Philadelphia Flyers   | 4               |                 |  |  |                   |                   |                   |  |  |                    |                    |                    |  |
|  |                     |                       |                     |                     | P1 | Philadelphia Flyers   | 4               |                 |  |  |                   |                   |                   |  |  |                    |                    |                    |  |
|  |                     |                       | P3                  | New York Islanders  | 1  |                       |                 |                 |  |  |                   |                   |                   |  |  |                    |                    |                    |  |
|  | P2                  | Washington Capitals   | P3                  | New York Islanders  | 1  | 2                     |                 |                 |  |  |                   |                   |                   |  |  |                    |                    |                    |  |
|  | P2                  | Washington Capitals   |                     |                     |    |                       |                 |                 |  |  |                   |                   |                   |  |  |                    |                    |                    |  |
|  | P3                  | New York Islanders    | 3                   |                     |    |                       |                 |                 |  |  |                   |                   |                   |  |  |                    |                    |                    |  |
|  | P3                  | New York Islanders    | 3                   |                     | P1 | Philadelphia Flyers   | 1               |                 |  |  |                   |                   |                   |  |  |                    |                    |                    |  |
|  |                     |                       |                     |                     |    |                       |                 |                 |  |  |                   |                   |                   |  |  |                    |                    |                    |  |
|  |                     |                       | S1                  | Edmonton Oilers     | 4  |                       |                 |                 |  |  |                   |                   |                   |  |  |                    |                    |                    |  |
|  | N1                  | St. Louis Blues       | S1                  | Edmonton Oilers     | 4  | 0                     |                 |                 |  |  |                   |                   |                   |  |  |                    |                    |                    |  |
|  | N1                  | St. Louis Blues       |                     |                     |    |                       |                 |                 |  |  |                   |                   |                   |  |  |                    |                    |                    |  |
|  | N4                  | Minnesota North Stars | 3                   |                     |    |                       |                 |                 |  |  |                   |                   |                   |  |  |                    |                    |                    |  |
|  | N4                  | Minnesota North Stars | 3                   |                     | N4 | Minnesota North Stars | 2               |                 |  |  |                   |                   |                   |  |  |                    |                    |                    |  |
|  |                     |                       |                     |                     | N4 | Minnesota North Stars | 2               |                 |  |  |                   |                   |                   |  |  |                    |                    |                    |  |
|  |                     |                       | N2                  | Chicago Blackhawks  | 4  |                       |                 |                 |  |  |                   |                   |                   |  |  |                    |                    |                    |  |
|  | N2                  | Chicago Blackhawks    | N2                  | Chicago Blackhawks  | 4  | 3                     |                 |                 |  |  |                   |                   |                   |  |  |                    |                    |                    |  |
|  | N2                  | Chicago Blackhawks    |                     |                     |    |                       |                 |                 |  |  |                   |                   |                   |  |  |                    |                    |                    |  |
|  | N3                  | Detroit Red Wings     | 0                   |                     |    |                       |                 |                 |  |  |                   |                   |                   |  |  |                    |                    |                    |  |
|  | N3                  | Detroit Red Wings     | 0                   |                     | N2 | Chicago Blackhawks    | 2               |                 |  |  |                   |                   |                   |  |  |                    |                    |                    |  |
|  |                     |                       |                     |                     |    |                       |                 |                 |  |  |                   |                   |                   |  |  |                    |                    |                    |  |
|  |                     |                       | S1                  | Edmonton Oilers     | 4  |                       |                 |                 |  |  |                   |                   |                   |  |  |                    |                    |                    |  |
|  | S1                  | Edmonton Oilers       | S1                  | Edmonton Oilers     | 4  | 3                     |                 |                 |  |  |                   |                   |                   |  |  |                    |                    |                    |  |
|  | S1                  | Edmonton Oilers       |                     |                     |    |                       |                 |                 |  |  |                   |                   |                   |  |  |                    |                    |                    |  |
|  | S4                  | Los Angeles Kings     | 0                   |                     |    |                       |                 |                 |  |  |                   |                   |                   |  |  |                    |                    |                    |  |
|  | S4                  | Los Angeles Kings     | 0                   |                     | S1 | Edmonton Oilers       | 4               |                 |  |  |                   |                   |                   |  |  |                    |                    |                    |  |
|  |                     |                       |                     |                     | S1 | Edmonton Oilers       | 4               |                 |  |  |                   |                   |                   |  |  |                    |                    |                    |  |
|  |                     |                       | S2                  | Winnipeg Jets       | 0  |                       |                 |                 |  |  |                   |                   |                   |  |  |                    |                    |                    |  |
|  | S2                  | Winnipeg Jets         | S2                  | Winnipeg Jets       | 0  | 3                     |                 |                 |  |  |                   |                   |                   |  |  |                    |                    |                    |  |
|  | S2                  | Winnipeg Jets         |                     |                     |    |                       |                 |                 |  |  |                   |                   |                   |  |  |                    |                    |                    |  |
|  | S3                  | Calgary Flames        | 1                   |                     |    |                       |                 |                 |  |  |                   |                   |                   |  |  |                    |                    |                    |  |

## Prince of Wales Conference

### Semifinali di Division

#### Montreal - Boston
| Montréal 10 aprile 1985 | Boston Bruins | 5 – 3 (2-0; 1-1; 2-2) referto | Montreal Canadiens | Forum de Montréal (17.968 spett.) |

| Montréal 11 aprile 1985 | Boston Bruins | 3 – 5 (0-0; 3-2; 0-3) referto | Montreal Canadiens | Forum de Montréal (17.047 spett.) |

| Boston 13 aprile 1985 | Montreal Canadiens | 4 – 2 (3-1; 0-1; 1-0) referto | Boston Bruins | Boston Garden (14.150 spett.) |

| Boston 14 aprile 1985 | Montreal Canadiens | 6 – 7 (4-1; 2-5; 0-1) referto | Boston Bruins | Boston Garden (13.119 spett.) |

| Montréal 16 aprile 1985 | Boston Bruins | 0 – 1 (0-0; 0-0; 0-1) referto | Montreal Canadiens | Forum de Montréal (18.078 spett.) |

#### Quebec - Buffalo
| Québec 10 aprile 1985 | Buffalo Sabres | 2 – 5 (1-1; 1-2; 0-2) referto | Quebec Nordiques | Colisée de Québec (14.933 spett.) |

| Québec 11 aprile 1985 | Buffalo Sabres | 2 – 3 (1-1; 0-1; 1-1) referto | Quebec Nordiques | Colisée de Québec (15.022 spett.) |

| Buffalo 13 aprile 1985 | Quebec Nordiques | 4 – 6 (1-0; 1-1; 2-5) referto | Buffalo Sabres | Buffalo Memorial Auditorium (16.033 spett.) |

| Buffalo 14 aprile 1985 | Quebec Nordiques | 4 – 7 (1-0; 2-2; 1-5) referto | Buffalo Sabres | Buffalo Memorial Auditorium (14.795 spett.) |

| Québec 16 aprile 1985 | Buffalo Sabres | 5 – 6 (3-3; 1-0; 1-3) referto | Quebec Nordiques | Colisée de Québec (15.196 spett.) |

#### Philadelphia - NY Rangers
| Filadelfia 10 aprile 1985 | New York Rangers | 4 – 5 (d.t.s.) (0-3; 2-0; 2-1) referto | Philadelphia Flyers | The Spectrum (17.191 spett.) |

| Filadelfia 11 aprile 1985 | New York Rangers | 1 – 3 (0-0; 1-1; 0-2) referto | Philadelphia Flyers | The Spectrum (17.191 spett.) |

| New York 13 aprile 1985 | Philadelphia Flyers | 6 – 5 (1-2; 5-1; 0-2) referto | New York Rangers | Madison Square Garden (17.376 spett.) |

#### Washington - NY Islanders
| Landover 10 aprile 1985 | New York Islanders | 3 – 4 (d.t.s.) (0-0; 3-3; 0-0) referto | Washington Capitals | Capital Centre (18.130 spett.) |

| Landover 11 aprile 1985 | New York Islanders | 1 – 2 (d.t.s.) (0-1; 1-0; 0-0) referto | Washington Capitals | Capital Centre (17.993 spett.) |

| Uniondale 13 aprile 1985 | Washington Capitals | 1 – 2 (0-0; 0-0; 1-2) referto | New York Islanders | Nassau Coliseum (16.002 spett.) |

| Uniondale 14 aprile 1985 | Washington Capitals | 4 – 6 (2-2; 2-0; 0-4) referto | New York Islanders | Nassau Coliseum (16.002 spett.) |

| Landover 16 aprile 1985 | New York Islanders | 2 – 1 (0-0; 2-1; 0-0) referto | Washington Capitals | Capital Centre (18.130 spett.) |

### Finali di Division

#### Montreal - Quebec
| Montréal 18 aprile 1985 | Quebec Nordiques | 2 – 1 (d.t.s.) (1-1; 0-0; 0-0) referto | Montreal Canadiens | Forum de Montréal (17.123 spett.) |

| Montréal 21 aprile 1985 | Quebec Nordiques | 4 – 6 (2-2; 0-2; 2-2) referto | Montreal Canadiens | Forum de Montréal (18.075 spett.) |

| Québec 23 aprile 1985 | Montreal Canadiens | 6 – 7 (d.t.s.) (2-2; 2-1; 2-3) referto | Quebec Nordiques | Colisée de Québec (15.345 spett.) |

| Québec 25 aprile 1985 | Montreal Canadiens | 3 – 1 (1-1; 1-0; 1-0) referto | Quebec Nordiques | Colisée de Québec (15.369 spett.) |

| Montréal 27 aprile 1985 | Quebec Nordiques | 5 – 1 (1-1; 3-0; 1-0) referto | Montreal Canadiens | Forum de Montréal (18.076 spett.) |

| Québec 30 aprile 1985 | Montreal Canadiens | 5 – 2 (2-1; 3-1; 0-0) referto | Quebec Nordiques | Colisée de Québec (15.354 spett.) |

| Montréal 2 maggio 1985 | Quebec Nordiques | 3 – 2 (d.t.s.) (1-0; 1-2; 0-0) referto | Montreal Canadiens | Forum de Montréal (18.076 spett.) |

#### Philadelphia - NY Islanders
| Filadelfia 18 aprile 1985 | New York Islanders | 0 – 3 (0-0; 0-1; 0-1) referto | Philadelphia Flyers | The Spectrum (17.191 spett.) |

| Filadelfia 21 aprile 1985 | New York Islanders | 2 – 5 (0-3; 1-1; 1-1) referto | Philadelphia Flyers | The Spectrum (17.191 spett.) |

| Uniondale 23 aprile 1985 | Philadelphia Flyers | 5 – 3 (2-1; 2-2; 1-0) referto | New York Islanders | Nassau Coliseum (16.002 spett.) |

| Uniondale 25 aprile 1985 | Philadelphia Flyers | 2 – 6 (0-2; 1-2; 1-2) referto | New York Islanders | Nassau Coliseum (16.002 spett.) |

| Filadelfia 28 aprile 1985 | New York Islanders | 0 – 1 (0-0; 0-1; 0-0) referto | Philadelphia Flyers | The Spectrum (17.191 spett.) |

### Finale di Conference

#### Quebec - Philadelphia
| Québec 5 maggio 1985 | Philadelphia Flyers | 1 – 2 (d.t.s.) (0-0; 0-0; 1-1) referto | Quebec Nordiques | Colisée de Québec (15.194 spett.) |

| Québec 7 maggio 1985 | Philadelphia Flyers | 4 – 2 (1-0; 2-0; 1-2) referto | Quebec Nordiques | Colisée de Québec (15.231 spett.) |

| Filadelfia 9 maggio 1985 | Quebec Nordiques | 2 – 4 (2-1; 0-2; 0-1) referto | Philadelphia Flyers | The Spectrum (17.191 spett.) |

| Filadelfia 12 maggio 1985 | Quebec Nordiques | 5 – 3 (2-0; 1-2; 2-1) referto | Philadelphia Flyers | The Spectrum (17.191 spett.) |

| Québec 14 maggio 1985 | Philadelphia Flyers | 2 – 1 (0-0; 0-1; 2-0) referto | Quebec Nordiques | Colisée de Québec (15.300 spett.) |

| Filadelfia 16 maggio 1985 | Quebec Nordiques | 3 – 0 (1-0; 2-0; 0-0) referto | Philadelphia Flyers | The Spectrum (17.191 spett.) |

## Clarence S. Campbell Conference

### Semifinali di Division

#### St. Louis - Minnesota
| St. Louis 10 aprile 1985 | Minnesota North Stars | 3 – 2 (1-1; 1-0; 1-1) referto | St. Louis Blues | St. Louis Arena (10.833 spett.) |

| St. Louis 11 aprile 1985 | Minnesota North Stars | 4 – 3 (0-1; 2-1; 2-1) referto | St. Louis Blues | St. Louis Arena (11.725 spett.) |

| Bloomington 13 aprile 1985 | St. Louis Blues | 0 – 2 (0-2; 0-0; 0-0) referto | Minnesota North Stars | Met Center (13.723 spett.) |

#### Chicago - Detroit
| Chicago 10 aprile 1985 | Detroit Red Wings | 5 – 9 (1-4; 2-4; 2-1) referto | Chicago Blackhawks | Chicago Stadium (16.756 spett.) |

| Chicago 11 aprile 1985 | Detroit Red Wings | 1 – 6 (0-3; 0-0; 1-3) referto | Chicago Blackhawks | Chicago Stadium (17.238 spett.) |

| Detroit 13 aprile 1985 | Chicago Blackhawks | 8 – 2 (1-0; 3-1; 4-1) referto | Detroit Red Wings | Joe Louis Arena (17.252 spett.) |

#### Edmonton - Los Angeles
| Edmonton 10 aprile 1985 | Los Angeles Kings | 2 – 3 (d.t.s.) (1-1; 0-1; 1-0) referto | Edmonton Oilers | Northlands Coliseum (17.267 spett.) |

| Edmonton 11 aprile 1985 | Los Angeles Kings | 2 – 4 (0-1; 1-0; 1-3) referto | Edmonton Oilers | Northlands Coliseum (17.314 spett.) |

| Los Angeles 13 aprile 1985 | Edmonton Oilers | 4 – 3 (d.t.s.) (2-1; 1-0; 0-2) referto | Los Angeles Kings | The Forum (16.005 spett.) |

#### Winnipeg - Calgary
| Winnipeg 10 aprile 1985 | Calgary Flames | 4 – 5 (d.t.s.) (0-1; 4-1; 0-2) referto | Winnipeg Jets | Winnipeg Arena (14.794 spett.) |

| Winnipeg 11 aprile 1985 | Calgary Flames | 2 – 5 (1-0; 1-2; 0-3) referto | Winnipeg Jets | Winnipeg Arena (14.335 spett.) |

| Calgary 13 aprile 1985 | Winnipeg Jets | 0 – 4 (0-0; 0-3; 0-1) referto | Calgary Flames | Olympic Saddledome (16.683 spett.) |

| Calgary 14 aprile 1985 | Winnipeg Jets | 5 – 3 (1-1; 4-1; 0-1) referto | Calgary Flames | Olympic Saddledome (16.683 spett.) |

### Finali di Division

#### Chicago - Minnesota
| Chicago 18 aprile 1985 | Minnesota North Stars | 8 – 5 (2-3; 4-0; 2-2) referto | Chicago Blackhawks | Chicago Stadium (17.389 spett.) |

| Chicago 21 aprile 1985 | Minnesota North Stars | 2 – 6 (0-0; 2-5; 0-1) referto | Chicago Blackhawks | Chicago Stadium (17.582 spett.) |

| Bloomington 23 aprile 1985 | Chicago Blackhawks | 5 – 3 (2-2; 2-0; 1-1) referto | Minnesota North Stars | Met Center (14.203 spett.) |

| Bloomington 25 aprile 1985 | Chicago Blackhawks | 7 – 6 (d.t.s.) (3-2; 1-2; 2-2; 0-0) referto | Minnesota North Stars | Met Center (14.861 spett.) |

| Chicago 28 aprile 1985 | Minnesota North Stars | 5 – 4 (d.t.s.) (0-2; 2-2; 2-0) referto | Chicago Blackhawks | Chicago Stadium (17.488 spett.) |

| Bloomington 30 aprile 1985 | Chicago Blackhawks | 6 – 5 (d.t.s.) (2-2; 1-1; 2-2) referto | Minnesota North Stars | Met Center (15.087 spett.) |

#### Edmonton - Winnipeg
| Edmonton 18 aprile 1985 | Winnipeg Jets | 2 – 4 (1-1; 1-1; 0-2) referto | Edmonton Oilers | Northlands Coliseum (16.236 spett.) |

| Edmonton 20 aprile 1985 | Winnipeg Jets | 2 – 5 (1-3; 0-1; 1-1) referto | Edmonton Oilers | Northlands Coliseum (16.942 spett.) |

| Winnipeg 23 aprile 1985 | Edmonton Oilers | 5 – 4 (1-2; 3-2; 1-0) referto | Winnipeg Jets | Winnipeg Arena (15.418 spett.) |

| Winnipeg 25 aprile 1985 | Edmonton Oilers | 8 – 3 (2-1; 3-2; 3-0) referto | Winnipeg Jets | Winnipeg Arena (15.519 spett.) |

### Finale di Conference

#### Edmonton - Chicago
| Edmonton 4 maggio 1985 | Chicago Blackhawks | 2 – 11 (1-3; 0-4; 1-4) referto | Edmonton Oilers | Northlands Coliseum (17.306 spett.) |

| Edmonton 7 maggio 1985 | Chicago Blackhawks | 3 – 7 (1-2; 1-1; 1-4) referto | Edmonton Oilers | Northlands Coliseum (17.211 spett.) |

| Chicago 9 maggio 1985 | Edmonton Oilers | 2 – 5 (0-2; 1-1; 1-2) referto | Chicago Blackhawks | Chicago Stadium (17.794 spett.) |

| Chicago 12 maggio 1985 | Edmonton Oilers | 6 – 8 (3-5; 1-1; 2-2) referto | Chicago Blackhawks | Chicago Stadium (17.894 spett.) |

| Edmonton 14 maggio 1985 | Chicago Blackhawks | 5 – 10 (3-3; 1-4; 1-3) referto | Edmonton Oilers | Northlands Coliseum (17.245 spett.) |

| Chicago 16 maggio 1985 | Edmonton Oilers | 8 – 2 (2-0; 4-0; 2-2) referto | Chicago Blackhawks | Chicago Stadium (17.922 spett.) |

## Finale Stanley Cup
La finale della Stanley Cup 1985 è stata una serie al meglio delle sette gare che ha determinato il campione della National Hockey League per la stagione 1984-85. Gli Edmonton Oilers hanno sconfitto i Philadelphia Flyers in cinque partite e si sono aggiudicati la Stanley Cup per la seconda volta nella loro storia.

## Statistiche

### Classifica marcatori
La seguente lista elenca i migliori marcatori al termine dei playoff.

| Giocatore      | Squadra            | PG | G  | A  | Pt | +/- | MP |
| -------------- | ------------------ | -- | -- | -- | -- | --- | -- |
| Wayne Gretzky  | Edmonton Oilers    | 18 | 17 | 30 | 47 | +28 | 4  |
| Paul Coffey    | Edmonton Oilers    | 18 | 12 | 25 | 37 | +26 | 44 |
| Jari Kurri     | Edmonton Oilers    | 18 | 19 | 12 | 31 | +24 | 6  |
| Denis Savard   | Chicago Blackhawks | 15 | 9  | 20 | 29 | +4  | 20 |
| Glenn Anderson | Edmonton Oilers    | 18 | 10 | 16 | 26 | +11 | 38 |
| Mark Messier   | Edmonton Oilers    | 18 | 12 | 13 | 25 | +13 | 12 |
| Peter Šťastný  | Quebec Nordiques   | 18 | 4  | 19 | 23 | +1  | 24 |
| Steve Larmer   | Chicago Blackhawks | 15 | 9  | 13 | 22 | +2  | 14 |
| Michel Goulet  | Quebec Nordiques   | 17 | 11 | 10 | 21 | +3  | 17 |
| Charlie Huddy  | Edmonton Oilers    | 18 | 3  | 17 | 20 | +20 | 17 |

### Classifica portieri
Questa è una tabella che combina i cinque migliori portieri dei playoff per media di gol subiti a gara con i cinque migliori portieri per percentuale di parate, con almeno quattro partite disputate. La tabella è ordinata per la media gol subiti, e i criteri di inclusione sono in grassetto.

| Giocatore       | Squadra               | PG | Min  | V  | S | TC  | GS | SO | Sv%  | MGS  |
| --------------- | --------------------- | -- | ---- | -- | - | --- | -- | -- | ---- | ---- |
| Kelly Hrudey    | New York Islanders    | 5  | 281  | 1  | 3 | 149 | 8  | 0  | .946 | 1.71 |
| Pelle Lindbergh | Philadelphia Flyers   | 18 | 1008 | 12 | 6 | 490 | 42 | 3  | .914 | 2.50 |
| Mario Gosselin  | Quebec Nordiques      | 17 | 1059 | 9  | 8 | 473 | 54 | 0  | .886 | 3.06 |
| Grant Fuhr      | Edmonton Oilers       | 18 | 1064 | 15 | 3 | 522 | 55 | 0  | .895 | 3.10 |
| Steve Penney    | Montreal Canadiens    | 12 | 733  | 6  | 6 | 300 | 40 | 1  | .867 | 3.27 |
| Billy Smith     | New York Islanders    | 6  | 342  | 3  | 3 | 182 | 19 | 0  | .896 | 3.33 |
| Gilles Meloche  | Minnesota North Stars | 8  | 342  | 4  | 3 | 256 | 25 | 1  | .902 | 3.80 |